# پادشاهی لهستان (۱۹۱۷-۱۹۱۸)
پادشاهی لهستان (به لهستانی: Królestwo Polskie) یا نایب‌السلطنگی لهستان (به لهستانی: Królestwo Regencyjne) نام یک دولت دست‌نشانده از سوی امپراتوری آلمان در لهستان خلال سال‌های جنگ جهانی اول بود. تصمیم برپایی این دولت پس از تجزیه لهستان، از منظر دستگاه تبلیغاتی آلمان‌ها، سربازان آلمانی را به صورت آزادی‌بخشانی برای لهستان تحت سلطهٔ امپراتوری روسیه نشان می‌داد. پس از آتش‌بس ۱۱ نوامبر ۱۹۱۸، دولت نوظهور جمهوری دوم لهستان جایگزین این دولت شد.